# Лабораторія Касперського
«Лабораторія Касперського» — російська група компаній з головним офісом у Москві (РФ), спеціалізується на розробці програмного забезпечення.
Компанія є найбільшим в Європі виробником систем захисту від шкідливого і небажаного програмного забезпечення, хакерських атак і спаму. Компанія входить до четвірки провідних світових виробників програмних рішень для забезпечення інформаційної безпеки[неавторитетне джерело].
За підсумками 2010 року виторг компанії зріс у 38 %, перевищивши 500 млн доларів. Компанію засновано 21 липня 1997 року.
Програмне забезпечення звинувачувалось неодноразово у шпигунстві Починаючи із 2017 року, Міністерство національної безпеки США зазначило, що продукти компанії мають широкий доступ до файлів користувачів і виступило з директивою про заборону використання продуктів лабораторії Касперського, оскільки компанія тісно афілійована колом спецслужб Росії.

## Власники та керівництво
Компанія належить шести співробітникам. Контрольний пакет знаходиться у Євгенія Касперського. Голова Ради директорів — колишня дружина Євгенія Наталія Касперська, що володіє блокуючим пакетом. Генеральним директором з 8 серпня 2007 є засновник компанії — Євген Касперський.

## Діяльність
Група компаній має представництва у Великій Британії, Китаї, Франції, США, Німеччини, Румунії, Японії, Південній Кореї, Нідерландах, Польщі, ОАЕ та Канаді. Володіє партнерською мережею, яка об'єднує понад 500 компаній більш ніж в 60 країнах світу.
Загальна чисельність персоналу компанії — більше 1000 чоловік. Обсяг продажів компанії в 2008 році становив 361 млн $ (зростання на 78 %). При цьому продаж за межами Росії та країн Закавказзя становив 82 % від загального обсягу.
За даними компанії, структура продажів в 2008 році була такою:
- Регіоні Європа — $ 184 млн (зростання на 67 %);
- Регіоні EEMEA (Східна Європа, Близький Схід, Африка, Росія і країни СНД) — $ 91 млн (зростання на 95 %);
- Америці — $ 60 млн (зростання на 90 %);
- Країнах Азіатсько-Тихоокеанського регіону — $ 24 млн (зростання на 69 %)[8].

Доходи компанії за 2006 пік склали $ 67,3 млн (US GAAP), що еквівалентно 98,7 % усього російського ринку антивірусного захисту.

## В Україні
З 2009 року компанія є дійсним членом Асоціації підприємств інформаційних технологій України З 1 березня 2010 офіс компанії в Києві відповідає за бізнес в Україні, Білорусі, Румунії, країнах Балтії і на Балканах.
За підсумками 2010 та 2011 років, українське відділення компанії ставало призером конкурсу „Ukrainian IT-Channel Award“ у номінації „Найкращий вендор програмного забезпечення“.

### Ключові особи
- Андрій Слободяник (*1979, смт Лазурне, Херсонської області) — керівний директор „Лабораторії Касперського“ у Східній Європі (з 1 березня 2010), колишній керівний директор у Східній Європі. З вересня 2005 Андрій Слободяник працює в „Лабораторії Касперського“, працював в українських ІТ-компаніях Днепр Стиль, «Еверест», «МКС»[13].
- Олександр Савушкін — колишній керівний директор в Україні Білорусі і Молдові.
- З 2016 р. діяльність представництва в Україні сильно скорочена.
- З 14 грудня 2016 року представництво ЛК в Україні — закривається.

Серед партнерів компанії є такі: Microsoft, IBM, Cisco, Juniper Networks, Alcatel Lucent, Blue Coat, Check Point, D-Link, GFI, Netgear, ZyXel, Alt-N, Parallels, Lenovo, Facebook, Qualcomm, SafeNet.
16 вересня 2015 року, рішенням Президента України Петра Порошенка щодо ТОВ «Лабораторія Касперського Україна» заборонено здійснювати державні закупівлі та використовувати органами державної влади України антивірусних програмних продуктів «Kaspersky» виробництва російських комерційних структур.

## Продукти
Компанія розробляє рішення для захисту як домашніх користувачів, так і корпоративних мереж будь-якого масштабу. Продуктова лінійка компанії містить у собі рішення для всіх популярних операційних систем (Windows, Linux, Mac тощо).
Програмне ядро Антивірусу Касперського використовують у своїх продуктах Microsoft (США), Check Point Software Technologies (Ізраїль, США), Juniper (США), Nokia ICG (США), F-Secure (Фінляндія), Aladdin (Ізраїль), Sybari (США), G Data (Німеччина), Deerfield (США), Alt-N (США), Microworld (Індія), BorderWare (Канада) та інші.
Продукти «Лабораторії Касперського» сертифіковані провідними постачальниками апаратного та програмного забезпечення: Microsoft, IBM, Intel, Cisco Systems, Red Hat, Citrix Systems, Novell та іншими.

### Продукти для домогосподарств
- Kaspersky Free — безкоштовний для України та деяких країн СНД продукт[18];
- Антивірус Касперського — захист персонального комп'ютера від вірусів та іншого шкідливого ПЗ;
- Kaspersky Internet Security — захист комп'ютера від вірусів та іншого шкідливого ПЗ, а також від хакерських атак і спаму;
- Kaspersky CRYSTAL — комплексне засіб безпеки, захист комп'ютера від вірусів та іншого шкідливого ПЗ, хакерських атак і спаму, а також засоби для резервного копіювання і шифрування даних[19];
- Kaspersky Mobile Security — захист мобільного пристрою від мережевих атак, шкідливого ПЗ та SMS-спаму;
- Антивірусна утиліта AVZ — захист комп'ютера від Spyware та Adware модулів;
- Kaspersky Anti-Hacker — захист персонального комп'ютера від несанкціонованого доступу до даних, а також від мережевих хакерських атак з локальної мережі або інтернета. Підтримка програми припинена 1 серпня 2007 року;
- Kaspersky Password Manager — програмне забезпечення для зберігання паролів;
- Kaspersky KryptoStorage — захист особистих даних від несанкціонованого доступу або крадіжки за допомогою сучасної технології «прозорого» шифрування, а також видалення файлів з комп'ютера без можливості їх відновлення[20].

### Освітні програми та робота зі студентами
Для вищих навчальних закладів, що готують IT-фахівців, компанія розробила програму «Академія Касперського». Вона спрямована як на викладацький склад, так і на студентів, які мають намір надалі працювати у сфері інформаційних технологій та захисту інформації. Серед пріоритетних цілей програми є розвиток інновацій і дослідних розробок, підтримка найбільш обдарованих студентів, які вивчають питання інформаційної безпеки, а також забезпечення освітніх установ доступним комплексом антивірусного захисту. Для всіх своїх учасників програма передбачає конференції, конкурси, Дні антивірусної безпеки, майстер-класи та онлайн-семінари, програма охоплює близько 40 вузів.

## Факти
- Компанія входить у четвірку найбільших у світі виробників рішень класу Endpoint Security (рейтинг IDC, 2012)[21];
- Визнана лідером у категорії Endpoint Protection (рішення для захисту кінцевих пристроїв) по версії «Великої Трійки» аналітичних агентств (Gartner[22], IDC[23] and Forrester[24]);

## Звинувачення у співпраці з ФСБ
- У липні 2012 року журнал «Wired» опублікував статтю журналіста Ноа Шахтмана, в якій Касперський звинувачувався у співпраці з російськими спецслужбами[25] Сам Касперський це заперечував[4];
- Проте, вже у березні 2015 року видання «Bloomberg» опублікувало статтю, де автори Кароль Матлак, Мішель Райлі і Джордан Робертсон знову звинувачують Лабораторію у співпраці з російськими шпигунами, і в однобічному, вибірковому висвітленні географії хакерських загроз у своїх звітах, а також в особистих зв'язках Євгена Касперського з КГБ, а пізніше з ФСБ[26].

В січні 2017 року стало відомо про арешт в грудні 2016 року одного з топ-менеджерів компанії — Руслана Стоянова, який очолював відділ з розслідування кіберзлочинності та тісно співпрацював з органами — ФСБ та МВС РФ. Менеджер був заарештований у зв'язку з розслідуванням стосовно одного із заступників голови центру інформаційної безпеки (ЦІБ) ФСБ, Сергія Михайлова. Сам же Руслан Стоянов до 2006 року працював в управлінні спеціальних технічних заходів ГУВС Москви (управління «К»). Інші співробітники відділу компанії також вийшли з управління «К» та Слідчого комітету РФ. Стоянова та Михайлова звинувачено у державній зраді.
5 жовтня 2017 року, видання The Wall Street Journal повідомило, що російські хакери отримали доступ до файлів американського Агентства національної безпеки завдяки антивірусу «Лабораторії Касперського».
Джерела газети розповіли, що співробітник АНБ скопіював на персональний комп'ютер засекречену інформацію для роботи вдома. На його комп'ютері був встановлений антивірус «Касперського», що і дозволило хакерам отримати доступ до цієї інформації. Інцидент стався в 2015 році. Незабаром після цього співробітника відсторонили від посади.
Завдяки отриманій інформації російські хакери дізналися, як працює американська система кібер шпигунства і, ймовірно, тепер має кращі можливості для захисту від нього. Ця подія, найімовірніше, безпосередньо не пов'язана з діяльністю угрупування The Shadow Brokers.

## Санкції

### США
18 вересня 2017 року, Сенат США проголосував за заборону використання федеральним урядом продукції фірми з комп'ютерної безпеки «Лабораторія Касперського», яка базується в Москві, посилаючись на те, що компанія може бути пішаком Кремля та становить загрозу національній безпеці. Документ закріплює та розширює рішення адміністрації Дональда Трампа: 13 вересня Міністерство національної безпеки США заборонило всім урядовим установам використовувати продукти «Лабораторії Касперського» а також наказало усім цивільним держустановам протягом трьох місяців видалити софт «Касперського» зі своїх інформаційних мереж. Ця поправка була внесена до оборонного бюджету США на наступний, 2018 рік. 13 грудня 2017 закон був підписаний Президентом США Дональдом Трампом.
7 квітня 2023 року, згідно повідомленням міжнародної англомовної газети Wall Street Journal, Адміністрація президента Джо Байдена розглядає примусові заходи проти російської компанії з кібербезпеки «Лабораторія Касперського». В 2022 році, США посилили розслідування національної безпеки антивірусної фірми, оскільки зросли побоювання щодо російських кібератак. Регулятори США вже заборонили федеральним урядам використовувати програмне забезпечення Kaspersky. Повідомлення про примусові дії щодо Касперського відбулися після введення нового законодавства США, яке дозволить Білому дому заборонити китайський TikTok або інші іноземні технології, якщо вони становлять загрозу національній безпеці. За словами джерел видання, ця дія, якщо вона відбудеться, може стати перевіркою зростаючої ролі Вашингтону в боротьбі з онлайн-загрозами.
21 червня 2024 року Мінфін США запровадив нові санкції проти керівництво компанії, раніше в США заборонили використовувати її програми. З 20 липня компанія почала згортати свою активність у США.

### Україна
25 вересня 2015 року, Кабінет Міністрів України доручив Державній службі спеціального зв'язку та захисту інформації заборонити придбання, оновлення та використання в органах державної влади програмного забезпечення «Лабораторії Касперського». Рада національної безпеки і оборони України заборонила використання російського програмного забезпечення, через введення Україною санкцій проти російських компаній.
Наказом № 133/2017 від 15 травня 2017 року Президент України Петро Порошенко ввів у дію рішення РНБО України від 28 квітня 2017 року «Про застосування персональних спеціальних економічних та інших обмежувальних заходів (санкцій)» яким заборонив інтернет-провайдерам надавати послуги з доступу користувачам мережі інтернет до низки російських інформаційних ресурсів та порталів, зокрема, й соціальних мереж, порталів а також запровадив обмеження на використання продуктів «Лабораторії Касперського» та Доктор Веб.